# Santamartastekelstaart
De santamartastekelstaart (Synallaxis fuscorufa) is een zangvogel uit de familie Furnariidae (ovenvogels). Het is een endemische vogelsoort uit Colombia.

## Kenmerken
De vogel is 17 cm lang. Het is een vrij grote, geheel roodbruin gekleurde stekelstaart. Alleen op de rug en de flanken zijn de veren meer grijs tot olijfkleurig bruin. Op de keel heeft de vogel een zwart vlekje dat vaak niet te zien is in het veld. De snavel en de poten zijn donker.

## Verspreiding en leefgebied
Deze soort is endemisch in het noorden van Colombia in de Sierra Nevada de Santa Marta. Het leefgebied bestaat uit de ondergroei in, en aan de randen van, montaan bos op hoogten tussen de 2000 en 3000 m boven zeeniveau, soms ook lager tot 900 m.

## Status
De santamartastekelstaart heeft een beperkt verspreidingsgebied en daardoor is de kans op uitsterven aanwezig. De grootte van de populatie werd in 2016 door BirdLife International geschat op 3,5 tot 15 duizend individuen en de populatie-aantallen nemen af door habitatverlies. Het leefgebied wordt aangetast door ontbossing, waarbij natuurlijk bos wordt gekapt of verbrand en omgezet in gebied voor agrarisch gebruik. Om deze redenen staat deze soort als gevoelig op de Rode Lijst van de IUCN.